# صدای پای من
صدای پای من فیلمی به کارگردانی مهرداد خوشبخت و نویسندگی بابک کایدان و مهرداد خوشبخت محصول سال ۱۳۸۹ است.

## بازیگران
- مهران احمدی
- فرشته سرابندی
- مرتضی زارع
- ابوذر فرهادی